# Specie di Cycloctenidae
Di seguito sono descritte tutte le 36 specie della famiglia di ragni Cycloctenidae note al dicembre 2012.

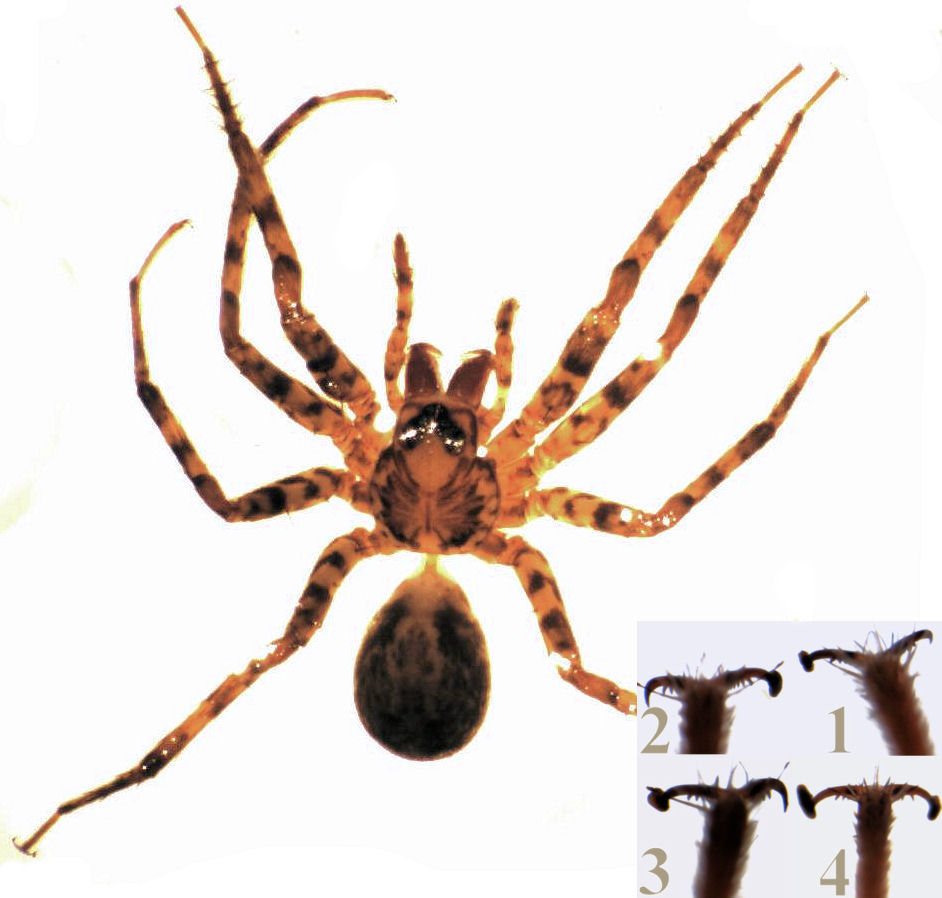
Cycloctenus sp., femmina; nei riquadri sono visualizzati gli artigli delle zampe, apparentemente diversi fra loro

## Cycloctenus
Cycloctenus L. Koch, 1878
- Cycloctenus abyssinus Urquhart, 1890 — Nuovo Galles del Sud
- Cycloctenus agilis Forster, 1979 — Nuova Zelanda
- Cycloctenus centralis Forster, 1979 — Nuova Zelanda
- Cycloctenus cryptophilus Hickman, 1981 — Tasmania
- Cycloctenus duplex Forster, 1979 — Nuova Zelanda
- Cycloctenus fiordensis Forster, 1979 — Nuova Zelanda
- Cycloctenus flaviceps L. Koch, 1878 — Australia
- Cycloctenus flavus Hickman, 1981 — Tasmania
- Cycloctenus fugax Goyen, 1890 — Nuova Zelanda
- Cycloctenus infrequens Hickman, 1981 — Tasmania
- Cycloctenus lepidus Urquhart, 1890 — Nuova Zelanda
- Cycloctenus montivagus Hickman, 1981 — Tasmania
- Cycloctenus nelsonensis Forster, 1979 — Nuova Zelanda
- Cycloctenus paturau Forster, 1979 — Nuova Zelanda
- Cycloctenus pulcher Urquhart, 1891 — Nuova Zelanda
- Cycloctenus robustus (L. Koch, 1878) — Nuovo Galles del Sud
- Cycloctenus westlandicus Forster, 1964 — Nuova Zelanda

## Galliena
Galliena Simon, 1898
- Galliena montigena Simon, 1898 — Giava

## Plectophanes
Plectophanes Bryant, 1935
- Plectophanes altus Forster, 1964 — Nuova Zelanda
- Plectophanes archeyi Forster, 1964 — Nuova Zelanda
- Plectophanes frontalis Bryant, 1935 — Nuova Zelanda
- Plectophanes hollowayae Forster, 1964 — Nuova Zelanda
- Plectophanes pilgrimi Forster, 1964 — Nuova Zelanda

## Toxopsiella
Toxopsiella Forster, 1964
- Toxopsiella alpina Forster, 1964 — Nuova Zelanda
- Toxopsiella australis Forster, 1964 — Nuova Zelanda
- Toxopsiella centralis Forster, 1964 — Nuova Zelanda
- Toxopsiella dugdalei Forster, 1964 — Nuova Zelanda
- Toxopsiella horningi Forster, 1979 — Nuova Zelanda
- Toxopsiella lawrencei Forster, 1964 — Nuova Zelanda
- Toxopsiella medialis Forster, 1964 — Nuova Zelanda
- Toxopsiella minuta Forster, 1964 — Nuova Zelanda
- Toxopsiella nelsonensis Forster, 1979 — Nuova Zelanda
- Toxopsiella orientalis Forster, 1964 — Nuova Zelanda
- Toxopsiella parrotti Forster, 1964 — Nuova Zelanda
- Toxopsiella perplexa Forster, 1964 — Nuova Zelanda

## Uzakia
Uzakia Koçak & Kemal, 2008
- Uzakia unica (Forster, 1970) — Nuova Zelanda